# Валијант (Оклахома)
Валијант (енгл. Valliant) град је у америчкој савезној држави Оклахома.

## Демографија
По попису из 2010. године број становника је 754, што је 17 (-2,2%) становника мање него 2000. године.
| Група             | 2000.       | 2010.       |
| Белци             | 581 (75,4%) | 473 (62,7%) |
| Афроамериканци    | 71 (9,2%)   | 99 (13,1%)  |
| Азијати           | 0 (0,0%)    | 5 (0,7%)    |
| Хиспаноамериканци | 7 (0,9%)    | 25 (3,3%)   |
| Укупно            | 771         | 754         |